# Polregio-Baureihe SA140
Die Baureihe SA140 sind dieselbetriebene Triebzüge der Firma Newag in Nowy Sącz und Nachfolger des Newag Typ 220M. Die zweiteiligen Triebzüge haben die Firmenbezeichnung 222M. Sie werden durch Polregio und  Koleje Mazowieckie in verschiedenen Regionen Polens eingesetzt.

## Geschichte
Nachdem Newag in Nowy Sącz 2010 mit dem Typ 220M bereits ein Fahrzeug geliefert hatte, wurde in den folgenden Jahren diese Konstruktion bei ungefähr gleicher Antriebsanlage überarbeitet. Dieses Fahrzeug wurde geringfügig länger und bekam ein neues Design.
2013 wurde ein erster Zug mit der Bezeichnung Newag 222M-001 an die Woiwodschaft Masowien übergeben. Das Fahrzeug wurde im September 2014 auf der InnoTrans präsentiert. Danach bestellte die Woiwodschaft Masowien noch ein zweites Fahrzeug, es erhielt die Bezeichnung Newag 222M-002.
2017 bestellte die Woiwodschaft Karpatenvorland bei Newag einen Triebwagen dieser Serie, er sollte die Betriebsnummer SA 140.001 erhalten. Bis 2020 wurden vier Züge für die Woiwodschaft beschafft. Polregio vergab die Betriebsnummern SA 140-001–004.

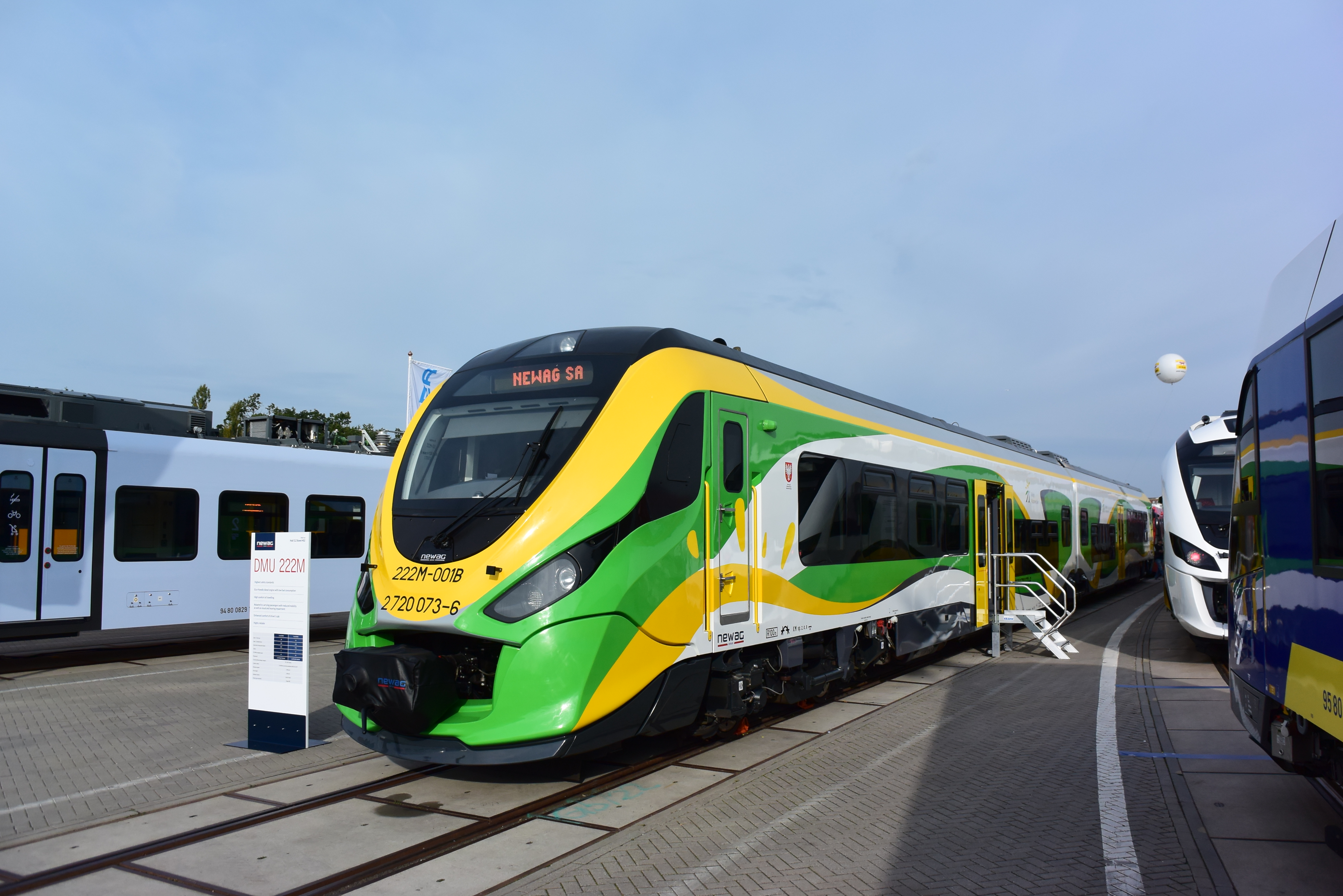
Newag 222M-001 auf der InnoTrans 2014
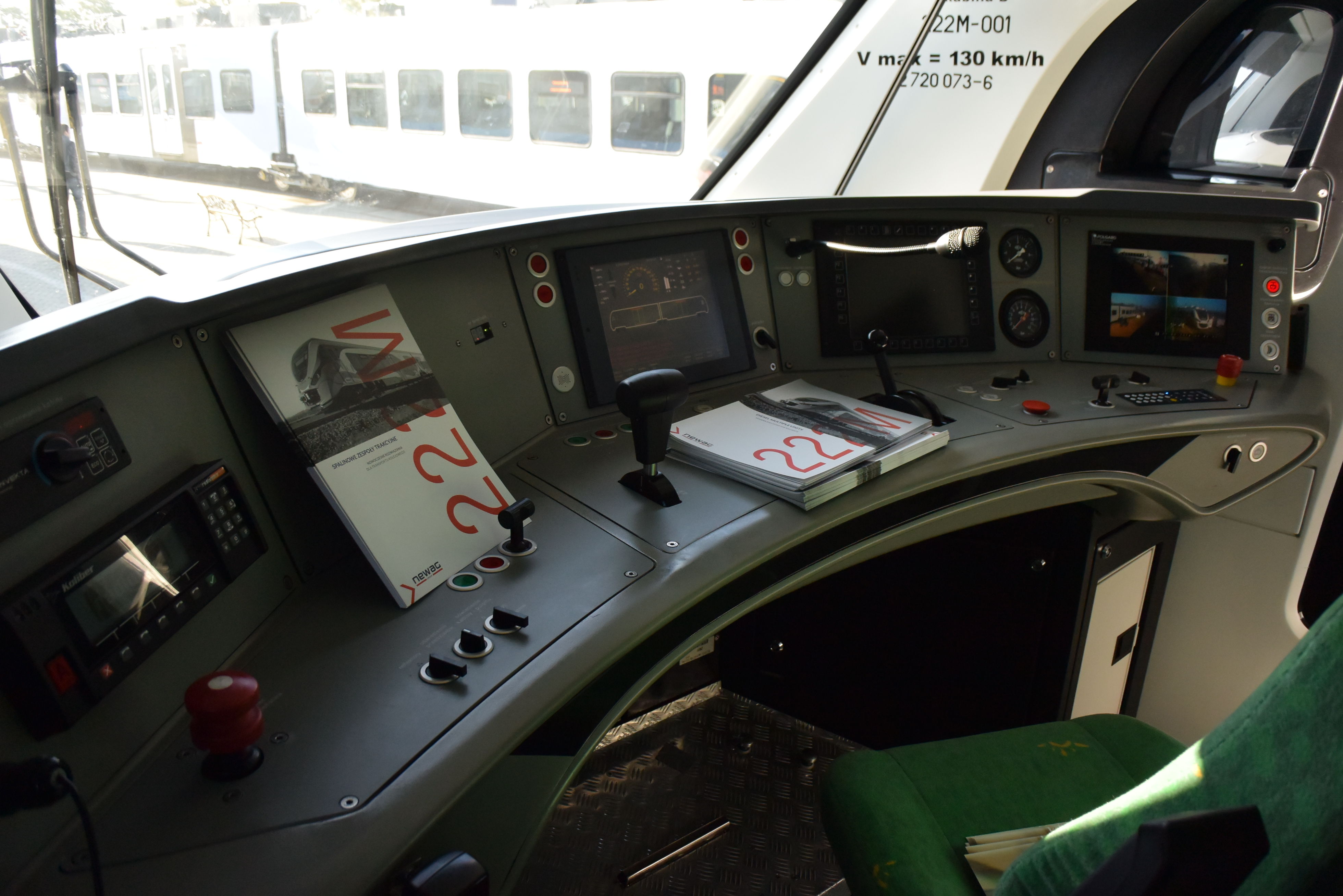
Blick in den Führerstand
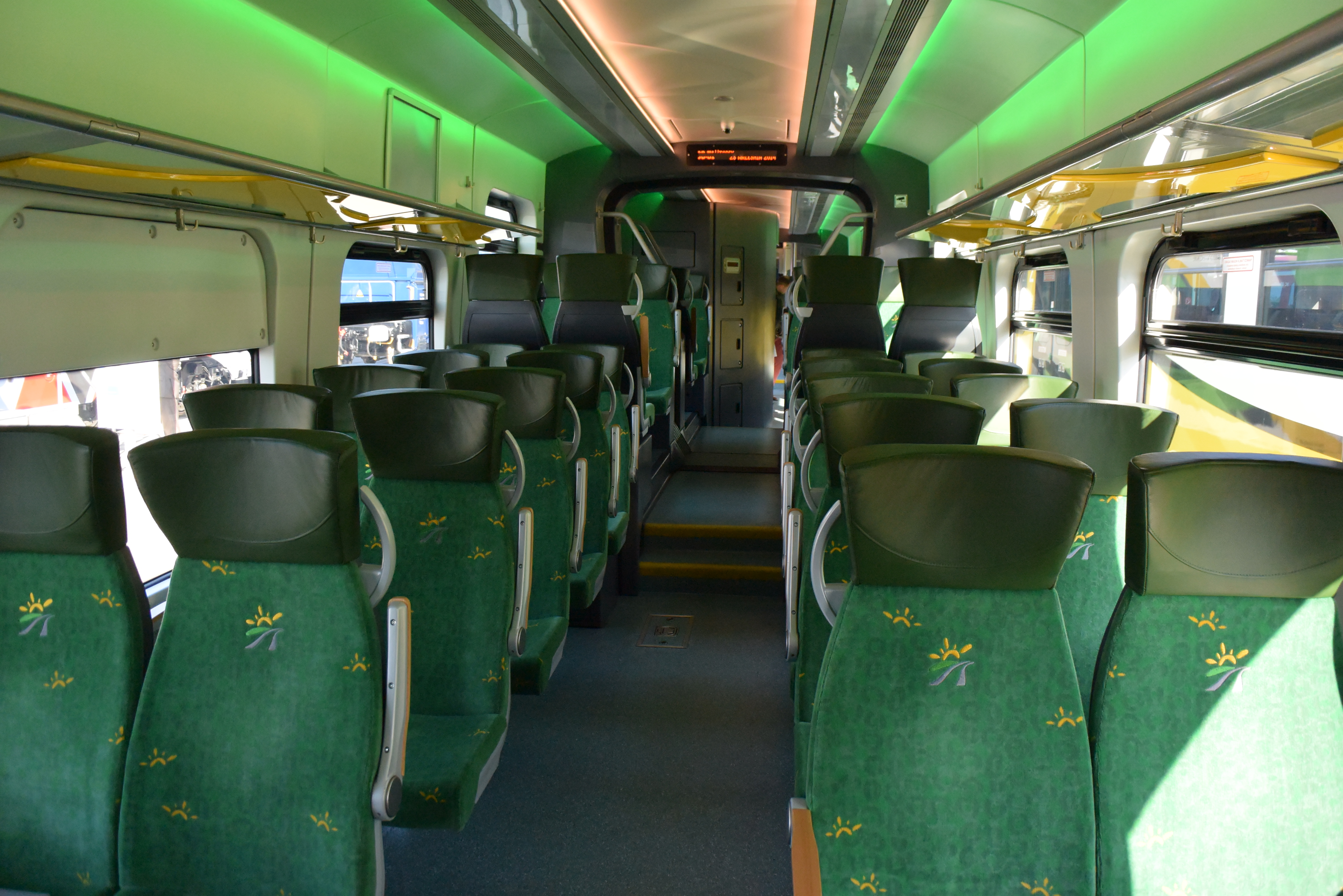
Blick in den Fahrgastraum
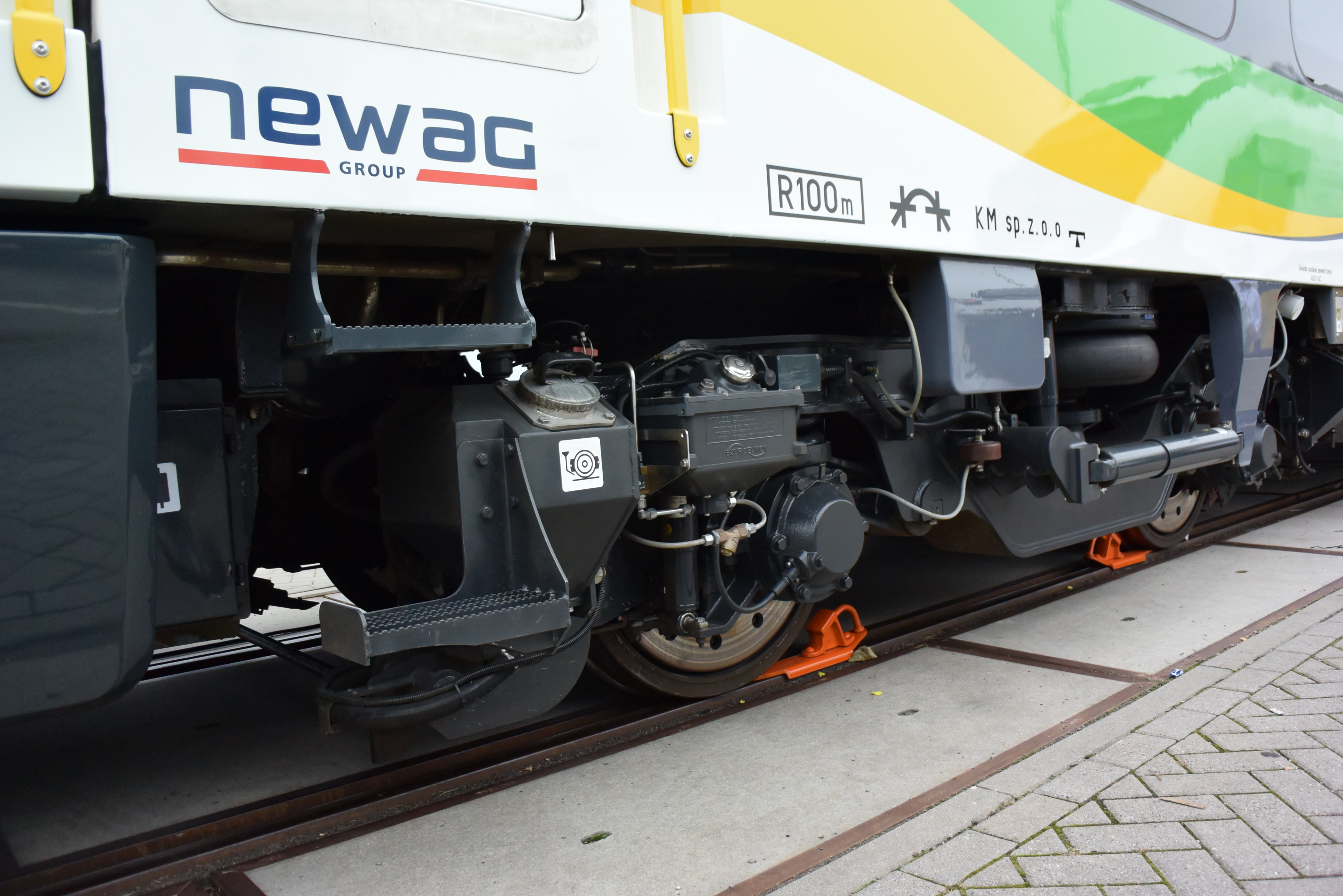
Ansicht eines Triebdrehgestelles

## Konstruktion
Die zweiteiligen Fahrzeuge sind ähnlich der Polregio-Baureihe SA137 aufgebaut und für Regionalverbindungen auf Strecken mit Bahnsteigen einer Höhe von 550 bis 900 mm über Schienenoberkante ausgelegt. Sie besitzen je ein angetriebenes Enddrehgestell und sind durch ein Jakobs-Drehgestell verbunden. Sie besitzen im Einstiegsbereich eine Fußbodenhöhe von 600 mm über Schienenoberkante, im Bereich über den Drehgestellen beträgt die Fußbodenhöhe 1200 mm. Jedes Einzelfahrzeug hat auf jeder Seite eine Einstiegstür, die Schiebetritte zur Spaltüberbrückung besitzen. Sie sind als Schwenkschiebetür ausgeführt.
Der Triebzug besitzt neben der Spaltüberbrückung an den Türen eine zusätzliche Einstiegshilfe und eine behindertengerecht ausgerüstete Toilette sowie eine Bestuhlung mit hochlehnigen Sitzen und Kopfstützen. Sie sind mit einer Klimaanlage, Warmluftheizung, Steckdosen für 230 V Wechselspannung, Fahrgastinformationssystem und Überwachungssystemen ausgerüstet.
Jeder Einzelwagen besitzt einen 390 kW starken Motor von MTU Friedrichshafen mit einem Retardergetriebe. Der Motor erfüllt die aktuell gültigen Emissionsvorschriften der Stufe IIIB.